# Тайхвиц
Тайхвиц (нем. Teichwitz) — община в Германии, в земле Тюрингия. 
Входит в состав района Грайц. Подчиняется управлению Лойбаталь.  Население составляет 110 человек (на 31 декабря 2010 года). Занимает площадь 3,06 км².